# Delias messalina
Delias messalina is een vlindersoort uit de familie van de Pieridae (witjes), onderfamilie Pierinae.
Delias messalina werd in 1983 beschreven door Arora.